# 500 (číslo)
Pět set je přirozené číslo. Následuje po čísle čtyři sta devadesát devět a předchází číslu pět set jedna. Římskými číslicemi se zapisuje D a řeckými číslicemi φ.

## Matematika
500 je:
- Abundantní číslo
- Složené číslo
- Nešťastné číslo

## Astronomie
- (500) Selinur je planetka hlavního pásu, kterou objevil v roce 1903 Max Wolf

## Komunikace
- +500 je mezinárodní telefonní předvolba Falkland

## Roky
- 500
- 500 př. n. l.